# 蛭態輪蟲目
蛭態輪蟲目（/ˈdɛlɔɪdiə/）是轮形动物门的一个目，名称源自希腊语 βδελλα, bdella,意为"水蛭状"，是一类在世界各地淡水生态环境中生活的輪蟲。本目有超过450个已被描述的物种，通过形态學的差异彼此区分。 